# SportWereld

SportWereld est un journal sportif belge en néerlandais, qui constitue aujourd'hui un cahier du journal Het Nieuwsblad, propriété du groupe Corelio. Il est fondé en 1912 à l'initiative de Léon van den Haute, entre autres par Karel Van Wijnendaele. Celui-ci crée en 1913 le Tour des Flandres, course cycliste qu'organise le journal. En 1939, SportWereld est acheté par Het Nieuwsblad. Après la Seconde Guerre mondiale, la rédaction de ce dernier englobe celle de SportWereld.